# Natalija Mirsa-Awakjanz

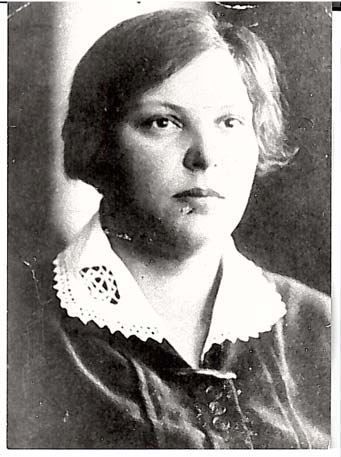
Natalija Mirsa-Awakjanz

Natalija Justiwna Mirsa-Awakjanz (ukrainisch Наталія Юстівна Мірза-Авак'янц; * 23. Oktober 1888 in Boryspil, Gouvernement Poltawa, Russisches Kaiserreich; † zwischen 1940 und 1942) war eine sowjetisch-ukrainische Historikerin und Lehrerin.

## Biografie
Ihre Familie war ukrainisch-orthodoxen Glaubens. 1907 schloss sie ein Mädchengymnasium in Kiew ab. Sie arbeitete an einem privaten Gymnasium in Kiew, von dem sie 1908 wegen der Organisation eines Streiks ausgewiesen wurde. 1913 legte sie ein Staatsexamen in Moskau ab und besuchte Vorlesungen an der Moskauer Stadtvolksuniversität A. L. Schanjawski. Außerdem absolvierte sie eine Lehranstalt für Frauen in Sankt Petersburg und unterrichtete an einer Moskauer Privatschule.
1915 kehrte sie nach Kiew zurück. Sie lehrte ukrainische Geschichte an einem dortigen Gymnasium und war Dekanin an der Ukrainischen Nationaluniversität. Sie studierte an der Universität Charkiw unter Dmytro Bahalij. 1918 war sie eine der Gründerinnen der Ukrainischen Wissenschaftlichen Gesellschaft für Forschung und Schutz antiker und künstlerischer Denkmäler in der Region Poltawa und gehörte ihr bis 1920 an. 1919 war sie Mitglied im ständigen Komitee für die Erstellung eines ukrainischen biografischen Nachschlagewerks an der Nationalen Akademie der Wissenschaften der Ukraine. Zudem war sie Vollmitglied des Forschungsinstituts für Geschichte der ukrainischen Kultur in Charkiw. Von 1919 bis 1920 war sie stellvertretende Dekanin an der Fakultät für Geschichte und Philologie der Ukrainischen Universität in Poltawa.
Zu ihren Werken gehören Artikel über die kosakische Starschyna, dem allgemeinen Titel für Personen, die Führungspositionen in einem ukrainischen Kosakenregiment und in der Verwaltung des Hetmanats innehatten (1919), über ukrainische Frauen im 16. und 17. Jahrhundert (1920), über Bauernbewegungen im Gouvernement Poltawa im Jahr 1902 (1924) und über das Rechtssystem in der Linksufrigen Ukraine in der zweiten Hälfte des 17. Jahrhunderts (1926). Ihre ersten Artikel wurden in der Zeitschrift Ukraynskaja Schysn in Moskau veröffentlicht. Zudem verfasste sie ein Buch über Bauernunruhen in der Ukraine in den Jahren 1905 bis 1907 (1925) und eine Monografie über die Geschichte der Ukraine im Verhältnis zur Geschichte Westeuropas (1928). Mirsa-Awakjanz war eine der ersten ukrainischen Historikerinnen, die die Geschichte der Ukraine im Kontext des Geschichtsprozesses der Welt betrachtete.
In den 1920er und 1930er Jahren war sie Professorin für ukrainische Geschichte an den Instituten für öffentliche Bildung in Poltawa und Charkiw. Im Dezember 1933 wurde sie vom Charkiwer Institut entlassen. 1934 war sie Professorin an der Nationalen Taras-Schewtschenko-Universität Luhansk. 1935 wurde sie Mitglied der Allukrainischen Vereinigung marxistisch-leninistischer Institute. Sie kam auf Einladung des Volkskommissars für Bildung der USSR Wjatscheslaw Satonskyj zurück nach Kiew. Von 1935 bis 1937 war sie Professorin an der Nationalen Taras-Schewtschenko-Universität Kiew.
Mirsa-Awakjanz wollte die Einschränkung der Ukrainisierung nicht akzeptieren. Sie wurde am 11. Juni 1938 verhaftet. Ihr wurde vorgeworfen, eine Nationalistin zu sein und Aktivitäten, die auf die Organisation von Terror gegen die Führung der KPU abzielten, durchgeführt zu haben. Sie gestand unter Folter und wurde am 16. März 1939 zu 10 Jahren Haft in Arbeitslagern verurteilt. Außerdem erhielt sie für die nächsten 6 Jahre Reisebeschränkungen und ihr persönlicher Besitz wurde beschlagnahmt. Sie verfasste am 21. Oktober 1939 im Lukjaniwska-Gefängnis eine Beschwerde, um ihr Urteil revidieren zu lassen, die keinen Erfolg hatte. Verschiedenen Quellen zufolge wurde sie entweder 1940 im Lukjaniwska-Gefängnis erschossen oder 1942 in einem Gulag hingerichtet. 1959 wurde sie rehabilitiert.